# 北林齊鎮區 (密蘇里州本頓縣)
北林齊鎮區（英語：North Lindsey Township）是位於美國密蘇里州本頓縣的一個行政鎮區。

## 地方資料
北林齊鎮區的面積為168.61平方千米，當中陸地面積為149.82平方千米，而水域面積為18.78平方千米。根據2020年美國人口普查的數據，當地共有人口1865人，而人口密度為每平方千米11.06人。